# Schweinelaus
Die Schweinelaus (Haematopinus suis) ist ein bei Schweinen auftretender, blutsaugender Ektoparasit aus der Familie der Echten Tierläuse. Sie ist mit einer Länge von 5 bis 6 mm die größte Tierlaus. Die Schweinelaus ist gräulich-braun mit brauner und schwarzer Zeichnung. Der Kopf ist lang und trägt einen langen Saugrüssel. Die Augenhöcker hinter den gestreiften Fühlern sind deutlich, Augen fehlen. Die Sternalplatte am Thorax ist dunkel und gut entwickelt.
Die Weibchen legen ein bis sechs Eier („Nissen“) pro Tag. Sie werden einzeln abgesetzt und an Borsten in den unteren Körperregionen, in den Nackenfalten, in oder an den Ohren geklebt. Sie sind dort mit bloßem Auge sichtbar. Innerhalb von etwa zwei Wochen läuft die Larvenentwicklung ab. Die Nymphen ähneln den Adulten, sind aber kleiner. Die Entwicklung zu den Adulten dauert etwa 12 Tage. Nach der Blutmahlzeit und Begattung beginnen die Weibchen nach vier Tagen mit dem Eierlegen. Die gesamte Entwicklung dauert zwei bis drei Wochen und findet auf dem Wirt statt, es handelt sich also um stationäre Parasiten. Die Adulten leben bis zu 40 Tage, können außerhalb ihres Wirts aber nur wenige Tage überleben. Innerhalb eines Jahres können, je nach äußeren Bedingungen, zwischen sechs und 15 Generationen heranreifen. Die Übertragung auf andere Schweine erfolgt durch direkten Kontakt.
Neben der Schädigung des Wirts durch Blutsaugen, was bei Ferkeln zu Anämie bis zum Tod führen kann, gilt die Schweinelaus als Vektor für das Virus der Afrikanischen Schweinepest, Mycoplasma suis und das Virus der Schweinepocken.